# Липовское муниципальное образование (Марксовский район)
Липовское муниципальное образование — сельское поселение в Марксовском районе Саратовской области Российской Федерации.
Административный центр — село Липовка.

## История
Статус и границы сельского поселения установлены Законом Саратовской области от 27 декабря 2004 года № 07-ЗСО «О муниципальных образованиях, входящих в состав Марксовского муниципального района».

## Население
| 2010  | 2011  | 2012  | 2013  | 2014  | 2015  | 2016  |
| ----- | ----- | ----- | ----- | ----- | ----- | ----- |
| 3616  | ↘3609 | ↘3518 | ↘3408 | ↘3316 | ↘3289 | ↘3249 |
| 2017  | 2018  | 2019  | 2020  | 2021  |       |       |
| ↘3207 | ↘3135 | ↘3079 | ↘3031 | ↘2827 |       |       |

## Состав сельского поселения
| №  | Населённый пункт       | Тип населённого пункта       | Население |
| -- | ---------------------- | ---------------------------- | --------- |
| 1  | Бобово                 | село                         | ↗311      |
| 2  | Вознесенка             | село                         | ↗438      |
| 3  | Заря                   | село                         | ↘283      |
| 4  | Ильичевка              | село                         | 6         |
| 5  | Красная Звезда         | село                         | ↘100      |
| 6  | Липовка                | село, административный центр | ↘1122     |
| 7  | Посёлок имени Тельмана | посёлок                      | ↘419      |
| 8  | Солнечный              | посёлок                      | 53        |
| 9  | Чкаловка               | село                         | ↘549      |
| 10 | Яблоня                 | село                         | ↘335      |